# 第二斯托罗热沃耶农村居民点
第二斯托罗热沃耶农村居民点（俄语：Сторожевское 2-е сельское поселение）是俄罗斯联邦沃罗涅日州利斯基区所属的一个农村居民点。其下辖有1个居民点，行政中心为第二斯托罗热沃耶。据2016年统计，该农村居民点的人口为534人。